# Аптуков, Валерий Нагимович
Вале́рий Нагимович Аптуков (род. 15 апреля 1952, Молотов) — российский ученый-механик, профессор, доктор технических наук.

## Биография
Родился в городе Молотов в 1952 году. После окончания школы поступил на механико-математический факультет Пермского государственного университета на специальность «механика».
Является учеником профессоров Николая Фроловича Лебедева и Габдуллы Касимовича Ибраева, доцента Николая Викторовича Норина, Семена Ильича Мельника и Риммы Александровны Рекка.
В 1975 году поступил в аспирантуру Пермского политехнического института. В 1978 году стал младшим научным сотрудником Отдела физики и полимеров Уральского научного центра АН СССР.
В 1979 году защитил кандидатскую диссертацию по теме «Исследование сопротивления пластин динамическому внедрению жестких ударников». В 1983 году стал старшим научным сотрудником. В 1987 году защитил докторскую диссертацию по механике.
С 2005 по 2013 год заведовал кафедрой математического анализа механико-математического факультета Пермского университета, с 2013 года — заведующий кафедрой фундаментальной математики.

## Научные интересы
Среди научных интересов профессора можно выделить следующие направления: физические уравнения деформирования и роста повреждённости материалов при больших скоростях деформирования; численные решения сложных двухмерных и трёхмерных задач динамики деформируемого тела; оптимизация прочности слоистых алюминиевых плит при ударно-волновом нагружении.

## Основные работы
- Аптуков В. Н., Поздеев А. А. Некоторые минимаксные задачи технологии и прочности конструкций // Известия АН СССР. Техническая кибернетика. 1982. № 1.
- Вагнер Е. А., Суханов С. Г., Аптуков В. Н. Механическое поведение сосудистого анастомоза на склерозированных артериях и его моделирование // Механика композитных материалов. 1982. № 2.
- Аптуков В. Н., Николаев П. К., Поздеев А. А. Модель откольного разрушения с учётом температурных эффектов // Доклады АН СССР, 1985, Т. 283, в. 4.
- Аптуков В. Н., Петрухин Г. И., Поздеев А. А. Оптимальное торможение твердого тела неоднородной пластиной при ударе по нормали // Известия АН СССР. Механика твердого тела. 1985, № 1.
- Две стадии откола // Физика горения и взрыва. 1985. № 5.
- Аптуков В. Н., Поздеев А. А. Деформирование и разрушение плиты при тепловом ударе // Доклады АН СССР, 1986, т. 286, № 1.
- Деформирование цилиндрических оболочек при тепловом ударе // Проблемы прочности. 1990. № 6.
- Бартоломей А. А., Аптуков В. Н., Ирундин С. В., Фонарев А. В. Моделирование процесса ударного вытрамбовывания котлованов // Основания, фундаменты и механика грунтов. 2000. № 3.
- Аптуков В. Н., Скачков А. П. Оценка микромеханических характеристик каменной соли, сильвинита и карналлита на установке NanoTest-600 // Вестник Нижегород. ун-та им. Н. И. Лобачевского. 2011. № 4(2).